# تشارلز فان هورن
تشارلز فـان هورن هو سياسي كندي، ولد في 3 يناير 1921 في كندا، وتوفي في 27 أغسطس 2003. حزبياً، نشط في الحزب الكندي التقدمي المحافظ. وقد انتخب عضو مجلس العموم الكندي.